# Distretti di Timor Est

Distretti di Timor Est

I distretti (o municipalità) di Timor Est costituiscono la suddivisione territoriale di primo livello del Paese e sono in numero di tredici.

## Lista
| Localizzazione | Distretto              | Capoluogo      | Popolazione (2010) | Superficie (Km2) |
| -------------- | ---------------------- | -------------- | ------------------ | ---------------- |
|                | Distretto di Aileu     | Aileu          | 45 512             | 729              |
|                | Distretto di Ainaro    | Ainaro         | 59 382             | 797              |
|                | Atauro                 | Vila Maumeta   |                    |                  |
|                | Distretto di Baucau    | Baucau         | 111 484            | 1 494            |
|                | Distretto di Bobonaro  | Maliana        | 89 787             | 1 368            |
|                | Distretto di Cova Lima | Suai           | 60 063             | 1 226            |
|                | Distretto di Dili      | Dili           | 234 331            | 372              |
|                | Distretto di Ermera    | Gleno          | 114 635            | 746              |
|                | Distretto di Lautém    | Lospalos       | 60 218             | 1 702            |
|                | Distretto di Liquiçá   | Liquiçá        | 63 329             | 543              |
|                | Distretto di Manatuto  | Manatuto       | 43 246             | 1 706            |
|                | Distretto di Manufahi  | Same           | 48 894             | 1 325            |
|                | Distretto di Oecusse   | Pante Macassar | 65 524             | 815              |
|                | Distretto di Viqueque  | Viqueque       | 70 177             | 1 781            |